# Крістоф Леон Луї Жюшо де Ламорісьєр
Крістоф Луї Леон Жюшо де Ламорісьєр (фр. Christophe Louis Léon Juchault de Lamoricière) або просто Ламорісьєр (фр. de la Moricière), іноді Луї де Ламорісьєр; 5 вересня 1806, Нант, Перша Французька імперія — 11 вересня 1865, Прузель, Друга Французька імперія) — французький генерал і політик бретонського походження.

## Діяльність
В Алжирі та Марокко відзначився у ряді битв і експедицій. У 1847 року взяв у полон Абд аль-Кадіра, після чого завоювання Алжиру було закінчено. У 1845 році був тимчасово генерал-губернатором цієї країни.
У 1846 році обраний у палату депутатів. Вранці 24 лютого 1848 року, у день революції, Тьєр, на призначення якого міністром король, нарешті, погодився, зажадав, щоб відомий у народі Ламорісьєр був призначений начальником Національної гвардії. Король поступився цій вимозі, але лише тоді, коли було вже пізно.
Розділ військової влади між Жераром та Ламорісьєром зробило її безсилою. Ламорісьєр відмовлявся стріляти у народ, чим у певній мірі сприяв успіху повстання. Під час червневого повстання Ламорісьєр допомагав Кавеньяку у його приборканні, після чого став військовим міністром, потім призначений надзвичайним послом у Петербурзі, пізніше — віце-президентом Законодавчих зборів.
У ніч напередодні державного перевороту 1851 року заарештований та висланий за кордон. У 1860 році його друг Мерод, військовий міністр ватиканського уряду, умовив його взяти на себе командування папською армією, що здивувало багатьох, хто знав про республіканські переконання Ламорісьєра. У битві при Кастельфідардо (18 вересня 1860) Ламорісьєр був розбитий п'ємонтськими військами під командуванням генерала Чалдіні та втік до Анкони, де був узятий у полон разом із гарнізоном. Останні роки життя провів у Франції.